# Web3
Als Web 3.0 (ursprünglich und stellenweise immer noch als Web3 bezeichnet) beschreibt eine Idee für eine neue Generation des World Wide Web, das auf der Blockchain-Technologie basiert und damit auf Konzepten wie Dezentralisierung und „tokenbasierter Wirtschaft“ aufbaut. Der Begriff wurde 2014 von Gavin Wood, einem Mitbegründer von Ethereum, geprägt. Ab etwa 2021 traf die Idee auf vermehrtes Interesse von Kryptowährungsenthusiasten sowie einigen Technologieunternehmen und Wagniskapitalfirmen, während sie von anderen, unter anderem dem Twitter-Gründer Jack Dorsey, als Buzzword oder Schneeballsystem bezeichnet werden.
Einige Journalisten haben die Ideen dem früheren Schlagwort Web 2.0 gegenübergestellt, in dem ihrer Meinung nach Daten und Inhalte vor allem bei einer kleinen Gruppe von Unternehmen zentralisiert seien, die manchmal als „Big Tech“ bezeichnet werden.
Ab dem Jahr 2023 verzeichneten Beobachter der Branche ein nachlassendes Interesse an der Technologie.

## Hintergrund
Web 1.0 und Web 2.0 beziehen sich auf verschiedene Phasen in der Geschichte des World Wide Web, in denen es sich durch verschiedene Technologien und Formate weiterentwickelte. Das Schlagwort Web 1.0 (Read) bezieht sich grob auf den Zeitraum von 1991 bis 2004, in dem die meisten Websites statische Webseiten waren und die überwiegende Mehrheit der Nutzer Verbraucher und nicht Produzenten von Inhalten waren. Das sogenannte Web 2.0 (Read and Write) basiert hingegen auf der Idee des „Web als Plattform“ und konzentriert sich auf von Benutzern erstellte Inhalte, die unter anderem in Sozialen Medien und Netzwerkdiensten, Blogs und Wikis hochgeladen werden. Die Anfänge des Web 2.0 werden im Allgemeinen auf das Jahr 2004 datiert und dauern bis heute an.
Kritiker merken an, dass Begriffe wie Web 1.0, Web 2.0 und Web 3.0 (Read, Write and Authentication), die an Software-Hauptversionen erinnern, lediglich normale, konsequente Weiterentwicklungen im WWW verallgemeinern.

## Terminologie
Web3 unterscheidet sich von Tim Berners-Lees Konzept für ein semantisches Web aus dem Jahr 1999. Im Jahr 2006 beschrieb Tim Berners-Lee das Semantic Web als eine Komponente des Web 3.0.
Der Begriff „Web3“ wurde 2014 vom Polkadot-Gründer und Ethereum-Mitbegründer Gavin Wood geprägt und bezeichnete ein „dezentrales Online-Ökosystem auf Basis der Blockchain“. Im Jahr 2021 gewann die Idee des Web3 an Popularität. Das Interesse stieg gegen Ende 2021 besonders stark an, was vor allem auf das Interesse von Kryptowährungsenthusiasten und Investitionen von hochkarätigen Technologen und Unternehmen zurückzuführen ist. Führungskräfte des Risikokapitalunternehmens Andreessen Horowitz reisten im Oktober 2021 nach Washington, um für die Idee zu werben, da sie eine mögliche Lösung für die Fragen der Regulierung des Internets darstellte, mit denen sich die amerikanische Politik auseinandersetzte.
Einige Autoren, die sich auf das dezentralisierte Konzept beziehen, das gewöhnlich als „Web3“ bezeichnet wird, haben den Begriff „Web 3.0“ verwendet, was zu einer gewissen Verwirrung zwischen den beiden Konzepten geführt hat. Darüber hinaus enthalten einige Visionen des Web3 auch Ideen zum semantischen Web.

## Konzept
Konkrete Visionen für Web3 sind unterschiedlich und der Begriff wurde von Bloomberg als „verschwommen“ beschrieben, aber sie drehen sich um die Idee der Dezentralisierung und beinhalten oft Blockchain-Technologien, wie verschiedene Kryptowährungen und Non-Fungible Token (NFTs). Bloomberg hat Web3 als eine Idee beschrieben, die „finanzielle Vermögenswerte in Form von Token in das Innenleben von fast allem, was Sie online tun, einbauen würde“. Einige Visionen basieren auf dem Konzept der Dezentralisierten Autonomen Organisation (DAOs). Ein weiteres Schlüsselkonzept ist das dezentrale Finanzwesen (DeFi), bei dem die Nutzer ohne Beteiligung von Banken oder Regierungen Geld tauschen. Eine Selbstbestimmte Identität ermöglicht es den Nutzern, sich wie mit SSH Keys zu identifizieren, ohne auf eine externe Partei angewiesen zu sein, wie es z. B. beim Authentifizierungssystem OAuth der Fall wäre. Technologiewissenschaftler haben argumentiert, dass Web3 wahrscheinlich parallel zu Web-2.0-Websites laufen wird, wobei Web-2.0-Websites wahrscheinlich Web3-Technologien übernehmen, um ihre Dienste relevant zu halten.

## Rezeption
Technologen und Journalisten haben Web3 als eine mögliche Lösung für die Besorgnis über die übermäßige Zentralisierung des Webs in einigen wenigen „Big Tech“-Unternehmen beschrieben. Einige haben die Vorstellung geäußert, dass Web3 die Datensicherheit, Skalierbarkeit und den Datenschutz über das hinaus verbessern könnte, was derzeit mit Web-2.0-Plattformen möglich ist. Laut Bloomberg sagen Skeptiker, dass die Idee „weit davon entfernt ist, ihren Nutzen jenseits von Nischenanwendungen zu beweisen, von denen viele auf Krypto-Händler ausgerichtet sind“. Die New York Times berichtete, dass mehrere Investoren 27 Milliarden Dollar darauf wetten, dass Web3 „die Zukunft des Internets“ ist.
Einige Web-2.0-Unternehmen, darunter Reddit und Discord, haben die Integration von Web3-Technologien in ihre Plattformen erforscht. Am 8. November 2021 twitterte Discord-CEO Jason Citron einen Screenshot, der andeutete, dass Discord die Integration von Krypto-Wallets in seine Plattform prüfen könnte. Zwei Tage später und nach heftigen Reaktionen der Nutzer gab Discord bekannt, dass es keine Pläne zur Integration solcher Technologien gebe und dass es sich um ein rein internes Konzept handele, das in einem unternehmensweiten Hackathon entwickelt worden sei.
Einige Rechtswissenschaftler, die von The Conversation zitiert wurden, äußerten sich besorgt über die Schwierigkeit, ein dezentralisiertes Web zu regulieren. Ihrer Meinung nach könnte es dadurch schwieriger werden, Cyberkriminalität, Cyber-Mobbing, Hassrede und die Verbreitung von Bildern von Kindesmissbrauch zu verhindern. Auf der Nachrichten-Website heißt es jedoch auch, dass „[das dezentralisierte Web] die cyber-libertären Ansichten und Hoffnungen der Vergangenheit repräsentiert, dass das Internet gewöhnliche Menschen befähigen kann, indem es bestehende Machtstrukturen aufbricht“. Einige andere Kritiker von Web3 sehen das Konzept als Teil einer Kryptowährungsblase oder als Erweiterung von Blockchain-basierten Trends, die sie als überbewertet oder schädlich ansehen, insbesondere NFTs. Einige Kritiker haben Bedenken hinsichtlich der Umweltauswirkungen von Kryptowährungen und NFTs geäußert. Kryptowährungen sind unterschiedlich effizient, wobei das Proof-of-Stake-Verfahren so konzipiert wurde, dass es weniger energieintensiv ist als das weiter verbreitete Proof-of-Work-Verfahren, obwohl Uneinigkeit darüber besteht, wie sicher und dezentral dies in der Praxis ist. Andere haben die Überzeugung geäußert, dass Web3 und die damit verbundenen Technologien ein Schneeballsystem sind.
Jack Dorsey, Mitbegründer und ehemaliger CEO von Twitter, bezeichnete Web3 als „Spielball der Risikokapitalgeber“. Dorsey meinte, Web3 werde das Internet nicht demokratisieren, sondern die Macht von Akteuren wie Facebook auf Risikokapitalfonds wie Andreessen Horowitz verlagern.

### Buzzword
Liam Proven, der für The Register schreibt, kommt zu dem Schluss, dass Web3 „ein Mythos ist, ein Märchen. Es ist das, was Eltern ihren Kindern nachts erzählen, wenn sie wollen, dass sie zu Wirtschaftswissenschaftlern heranwachsen“.
Im Jahr 2021 äußerte sich der CEO von SpaceX und Tesla, Elon Musk, in einem Tweet skeptisch über Web3 und sagte, dass Web3 „im Moment mehr ein Marketing-Schlagwort als Realität zu sein scheint“.
Im November 2021 bezeichnete James Grimmelmann von der Cornell University Web3 als Vaporware und nannte es „ein versprochenes zukünftiges Internet, das all die Dinge behebt, die den Leuten am derzeitigen Internet nicht gefallen, selbst wenn sie widersprüchlich sind“. Außerdem argumentierte er, dass die Umstellung des Internets auf eine Blockchain-basierte Infrastruktur zu einer Zentralisierung und zu einer stärkeren Datenerfassung im Vergleich zum derzeitigen Internet führen würde.
Stephen Diehl, ein Ingenieur und Blogger aus Großbritannien, beschrieb Web3 in einem Blogbeitrag als eine „fade Marketingkampagne, die versucht, die negativen Assoziationen der Öffentlichkeit mit Kryptowährungen in ein falsches Narrativ über die Störung der Hegemonie der alten Technologieunternehmen umzuwandeln“.

### Nicht dezentralisiert
Kevin Werbach, Autor des Buches „The Blockchain and the New Architecture of Trust“, sagte, dass „viele so genannte 'web3'-Lösungen nicht so dezentralisiert sind, wie sie scheinen, während andere noch zeigen müssen, dass sie skalierbar, sicher und zugänglich genug für den Massenmarkt sind“, und fügte hinzu, dass „sich dies ändern kann, aber es ist nicht sicher, dass alle diese Einschränkungen überwunden werden“.
Anfang 2022 artikulierte Moxie Marlinspike, der Schöpfer von Signal, dass das Web3 nicht so dezentralisiert ist, wie es zu sein scheint, hauptsächlich aufgrund der Konsolidierung im Bereich der Kryptowährungen, einschließlich der Programmierschnittstellen für Blockchain-Anwendungen, die derzeit hauptsächlich von den Unternehmen Alchemy und Infura kontrolliert werden, der Kryptobörsen, die hauptsächlich von Binance, Coinbase, MetaMask und OpenSea dominiert werden, und des Stablecoin-Marktes, der derzeit von Tether dominiert wird. Marlinspike bemerkte auch, dass das neue Web dem alten Web ähnelt.